# Odontopyge uebicola
Odontopyge uebicola är en mångfotingart som beskrevs av Filippo Silvestri 1895. Odontopyge uebicola ingår i släktet Odontopyge och familjen Odontopygidae. Inga underarter finns listade i Catalogue of Life.